# Beta tester
Un probador beta o betatesteador (del inglés beta tester) es un usuario de programas cuyos ejecutables están pendientes de terminar su fase de desarrollo, que tienen un funcionamiento completo, pero que aún no están totalmente terminados presentando fallos de diversos tipos o características pendientes de implementar.

## Generalidades
Los probadores betas usan sus conocimientos informáticos y su tiempo para detectar errores en la versión beta del software y así poder informar de estos para que los desarrolladores los corrijan, o corregirlos ellos mismos. Algunas compañías los contratan para asegurarse de que sus programas van a funcionar lo mejor posible en el mercado. Otro tipo de probadores betas son los que trabajan desinteresadamente ofreciendo soporte y ayuda a la comunidad GNU.
Generalmente el beta tester comparte una cierta afinidad con la herramienta puesta a prueba en cuestión, de ahí el entusiasmo por probarla, verificar nuevas funcionalidades y detectar anomalías con el propósito de mejorar el desarrollo de dicha herramienta.

## Alfatesteador
Es el mismo concepto, pero aplicado a la versión alfa del software, es decir, al programa que se encuentra en la fase alfa del desarrollo.